# Typhon sur Nagasaki
Pour plus de détails, voir Fiche technique et Distribution.
Typhon sur Nagasaki est un film franco-japonais réalisé par Yves Ciampi et sorti en 1957. Le film met en vedette Jean Marais.

## Synopsis
À Nagasaki, l’ingénieur français Pierre Marsac (Jean Marais) dirige les chantiers de construction de pétroliers. Par l’intermédiaire d’un collègue, l’ingénieur japonais Hori (Sō Yamamura), il fait la connaissance de Noriko Sakurai (Keiko Kishi), une jeune femme orpheline qui, avec l’aide de sa sœur Saeko (Hitomi Nozoe), a repris le magasin familial de soieries et de kimonos. Noriko est partagée entre la modernité de la civilisation occidentale et la tradition de son Japon. Entre Pierre et Noriko une forte amitié les rapproche. Pour cela, Pierre désire renouveler son contrat de travail. Encouragé par Ritter (Gert Fröbe), un européen d'origine suisse allemande, totalement assimilé à la civilisation et aux coutumes japonaises, Pierre accepte de loger chez lui, dans une merveilleuse maison traditionnelle. De son côté Noriko espère  une union avec Pierre, malgré la mise en garde de Fujita (Kumeko Urabe), sa vieille servante. Tout irait bien au « Pays du Soleil levant », mais deux événements importants vont tout bouleverser :
Le premier événement, c’est l’arrivée inattendue de la journaliste et romancière Françoise Fabre (Danielle Darrieux) venue faire un court reportage sur les conséquences des bombardements atomiques au Japon, après un long séjour en Chine. Pierre et Françoise étaient amants deux ans auparavant. Ils se retrouvent dans un bar de la ville. Lui aurait voulu l’épouser mais elle tenait à son indépendance intellectuelle et à ses succès littéraires. Le lendemain, un peu par provocation, Françoise vient le réveiller à son domicile pour qu'il lui fasse visiter Nagasaki, en particulier l’endroit où est tombée la bombe atomique, le 9 août 1945. Elle lui demande aussi de rencontrer Noriko. Passée la première soirée sympathique à trois et la visite de courtoisie de Françoise au magasin de Noriko, les relations entre les deux femmes vont se tendre, sous l’effet d’un sentiment de jalousie partagé. Pierre part deux jours à Osaka pour son travail et dans le train, à sa grande surprise, Françoise est là pour des retrouvailles plus qu’amoureuses. Noriko apprend inopinément leur séjour ensemble à Osaka ; séjour qui doit se prolonger, selon le télégramme que lui a envoyé Pierre, pour raison professionnelle et qui l’empêchera d’être présent au mariage de Saeko.  À son retour, Noriko dit à Pierre qu’elle ne veut plus de cette situation et que leur liaison n’a plus d’avenir car elle n’est pas une poupée japonaise. Ritter se sent impuissant pour sauver ce couple. De son côté, Françoise apprend par télégramme que son éditeur parisien lui demande de rentrer à Paris, de toute urgence, pour la sortie de son dernier roman. Des pluies diluviennes commencent à s'abattre sur la ville.
Le second événement, c’est le hurlement des sirènes d’alarme qui annonce l’arrivée d’un typhon ravageur sur Nagasaki qui va par la suite tout détruire sur son passage. Pierre est obligé de prendre de gros risques pour mettre à l’abri l’imprudente et inconsciente Françoise, sortie dans la rue pour voir les effets du typhon. Prenant conscience du danger auquel doit être exposée Noriko dans son frêle magasin et malgré la promesse de Françoise prête à renoncer à sa profession dans le but de le retenir près d’elle, Pierre, avec un courage démesuré, sans respecter les mesures de sécurité, tente par tous les moyens de venir au secours de Noriko. Il y parvient mais en essayant de consolider la façade du magasin, Noriko est écrasée par la chute d’une poutre.  
Le lendemain, dans les débris de la ville, Françoise rencontre Ritter qui lui apprend que Pierre est vivant mais que Noriko a été victime du cataclysme. Françoise, comprenant que son aventure avec Pierre est définitivement finie, rentre en France tandis que Pierre reste au Japon.

## Fiche technique
- Titre : Typhon sur Nagasaki
- Réalisation : Yves Ciampi
- Assistant réalisateur : Jean-Jacques Vierne
- Scénario : Jean-Charles Tacchella
- Adaptation : Yves Ciampi et Zenzō Matsuyama
- Dialogues : Annette Wademant
- Images : Henri Alekan
- Cadreur : Henri Tiquet
- Montage : Roger Dwyre
- Décors : Robert Gys et Kisaku Ito
- Musique : Chûji Kinoshita
- Son : René Sarazin
- Costumes : Jacques Heim
- Coiffeuse : Huguette Lalaurette
- Producteur : Jacques Bar, Raymond Froment (producteur exécutif) et Kuratarō Takamura
- Sociétés de production : Cila Films, Compagnie Industrielle et Commerciale Cinématographique (CICC), Doxa Films, Pathé Overseas, Shôchiku Eiga, Société Nouvelle Pathé Cinéma et Terra Film Produktion
- Société de distribution : Pathé Consortium Cinéma
- Tournage au Japon du 16 avril au 31 juillet 1956
- Pays :  France/ Japon
- Genre : Drame
- Format : Couleur (Technicolor) - Son : Mono
- Durée : 115 minutes
- Date de sortie : 6 février 1957 (Paris)

## Distribution
- Jean Marais : Pierre Marsac
- Danielle Darrieux : Françoise Fabre
- Keiko Kishi : Noriko Sakurai
- Hitomi Nozoe : Saeko Sakurai, la jeune sœur de Noriko
- Sō Yamamura : Hori, l'ingénieur japonais
- Gert Fröbe : Karl Ritter
- Shinobu Asaji : Keiko Ritter, son épouse
- Kumeko Urabe : Fujita, la vieille servante

## Autour du film
- Le scénario est crédité à : Yves Ciampi, Zenzō Matsuyama, Jean-Charles Tacchella et les dialogues à : Annette Wademant.
- Le scénario était à l'origine tiré du roman de Thomas Raucat, L'honorable partie de campagne, qui raconte l'histoire d'un Français qui découvre le Japon en 1925. Cependant, l'histoire a tellement été modifiée que le roman n'est pas cité dans les crédits du film.
- Dans sa biographie de Jean Marais[2], Gilles Durieux relate qu’au départ Jean-Charles Tacchella avait écrit le scénario du film « Printemps à Nagasaki » pour Gérard Philipe qui avait accepté de jouer le rôle de l’ingénieur Pierre Marsac. Cependant les coproducteurs japonais refusèrent d’attendre une année pour que Philipe soit libéré de contrats déjà signés, exigeant qu’un autre acteur soit choisi.
- Jean Marais, qui avait été l’acteur principal dans Le Guérisseur d’Yves Ciampi en 1953, accepta le rôle proposé par ce dernier. Cela lui permit aussi de découvrir le Japon. Le scénario dut être modifié pour que l’histoire de cet homme partagé entre deux femmes, l’une occidentale et l’autre orientale, puisse mieux s’adapter à la personnalité de Jean Marais. Déjà présent dans le premier scénario, le typhon fut développé dans le nouveau scénario afin de permettre à Jean Marais d’exercer ses talents dans des scènes d’action où il excelle. Le film devint « Typhon sur Nagasaki ».
- Pour réaliser la séquence finale du cataclysme, un quartier entier avec rues et maisons fut construit pour être démoli à l’aide de moteurs d’avion tournant à plein régime, emportant par la violence du souffle tout sur le passage du typhon. Les assureurs s’opposèrent à la présence de Jean Marais dans ces scènes dangereuses, où l’acteur est bousculé, plaqué contre les murs, estimant que la peau de son visage risquait d’éclater pendant la prise. Ciampi ne voulait plus tourner ces plans. Jean Marais, prenant tous les risques à son compte, exigea qu’on les réalise. Gilles Durieux écrit : « Ils sont dans le film. Et il est un certain plan que je ne peux revoir sans émotion, quand la peau du visage de Marais se déforme, se décompose, prête à être déchirée. Marais avait besoin de la démesure. Ce qui ne lui convenait pas, c’étaient les personnages trop proches de la vie quotidienne, même s’ils alternent humour et émotion. »
- Le film de Ciampi, une grosse co-production franco-japonaise, avec des techniciens et une équipe nippons[3], fut le premier pont culturel en 1956 entre l’Europe et le Japon, pays vaincu à la fin de la guerre en 1945. Le personnage de Noriko mourant dans les décombres de Nagasaki détruite par un typhon, constitue, bien évidemment, une allusion directe à ce cataclysme nucléaire que connurent les villes d'Hiroshima et de Nagasaki et un plan du film montre une stèle commémorative de Nagasaki, cette ville martyre dévastée par le largage, le 9 août 1945, d’une bombe atomique américaine faisant 73 800 morts, 76 700 blessés graves et détruisant 13 800 maisons.
- La brillante distribution avec le couple vedette Darrieux-Marais, l’allemand Gert Fröbe et les célèbres acteurs au Japon des grands réalisateurs nippons Mikio Naruse — Kenji Mizoguchi — Yasujirō Ozu, ainsi que la curiosité pour un monde si lointain, attirèrent, rien qu’en France, plus de trois millions de spectateurs en 1957.
- Le jury du Festival international de Berlin, dont Jean Marais est un des membres, décide de décerner un prix à un film japonais, Les Enfants d'Hiroshima de Kaneto Shindō, évoquant les séquelles de la bombe atomique. Unanimité du jury, moins la voix du président, le réalisateur américain Frank Capra, opposé à ce choix et allant jusqu'à nier les conséquences tragiques de l'Histoire. Lourd silence dans l'assemblée, rompu par Jean Marais qui menace de se retirer du jury. Le film japonais reçoit le prix et Capra, furieux, sort de la salle sans saluer personne[4].
- Dans sa biographie de Danielle Darrieux, une femme moderne[5], Clara Laurent écrit : « Typhon sur Nagasaki signe les retrouvailles, dix ans après Ruy Blas, de Danielle Darrieux et Jean Marais, sous la caméra cette fois d’Yves Ciampi, réalisateur ayant débuté dans la fiction en 1948. Il propose aux deux stars françaises de les embarquer au Japon, où elles vont jouer avec Keiko Kishi, actrice nippone d’une grande beauté, qui a tourné notamment pour Ozu et Naruse. […] Il s’agit de la première coproduction franco-nipponne de l’histoire du cinéma, une superproduction en couleurs et en scope, dont le tournage demandera des mois d’efforts. Le film est un événement cinématographique, aussi bien en France (avec des reportages dans la presse) qu’au Japon, où la police emploie deux cents réservistes pour protéger chacune des sorties de Danielle Darrieux. »
- Danielle Darrieux a reçu pour ce film le Prix de la meilleure actrice aux Victoires du cinéma français en 1957.

## Critique du film
Dans un article paru dans Arts « Le cinéma français crève sous les fausses légendes », François Truffaut évacue en une phrase Typhon sur Nagasaki : « Partant à l’aventure au Japon, Yves Ciampi revient avec le très conventionnel Typhon sur Nagasaki », ajoutant un peu plus loin, « plus les films sont chers, plus ils sont bêtes dans notre système de production, plus aussi ils sont impersonnels et anonymes ». Le film est néanmoins dans les années 1950 un des plus gros succès publics de Darrieux, figurant dans les vingt premiers films du box-office France 1957 avec presque trois millions d’entrées (2 974 430 entrées). S’il se laisse revoir sans déplaisir aujourd’hui, c’est qu’il documente un certain Japon disparu, idéalisé certes, mais que le réalisateur était en mesure de filmer à une époque où la nature était mieux préservée. Ciampi montre en outre ce qui paraît exotique pour le spectateur occidental : les théâtres de marionnettes, les temples bouddhistes, les kimonos raffinés, sans oublier la nourriture, l’occasion d’une scène humoristique du film : effarée, Darrieux observe un maître ès sushis préparer le poisson cru, et après avoir affirmé qu’elle y goûterait, finit par abandonner en lâchant « Je m'dégonfle ! ».
Au-delà de l’exotisme charmant du film, Typhon sur Nagasaki intrigue pour deux autres raisons. La première est sa forme hybride. Si le film débute en documentaire restituant les couleurs chatoyantes d’un Japon édénique magnifié par la photographie d’Henri Alekan, il s’oriente bientôt vers le drame sentimental, dans lequel sourd peu à peu le film catastrophe que le titre laissait deviner. La dernière partie du film exploite cette veine, qui en 1957 n’est pas très répandue (elle le deviendra à partir de 1970) : on assiste aux inquiétants prémices du typhon, puis au déchaînement des éléments, et enfin à la découverte des ruines et des morts… On devine à l’image que le budget de la production est important. Yves Ciampi reconstitua en fait « un vrai » typhon. Un reportage de Cinémonde explique : « Il attendit les intempéries naturelles et les amplifia à sa guise au moyen d’artifices. Sur 5 000 mètres, 170 maisons japonaises furent fidèlement reproduites, puis sur un affût de canon, on plaça un puissant moteur d’avion (1 200 ch) muni d’une énorme hélice dont les pales orientables produisirent un vent d’une vitesse exceptionnelle. La vraie pluie fut aggravée par une dizaine de lances de pompiers. »
 Le tournage ne fut pas simple et il n’y eut pas que des dégâts volontaires : on dut compter dans les deux équipes plusieurs personnes sérieusement blessées.
La deuxième raison qui fait de Typhon sur Nagasaki un film moins insignifiant que le jeune François Truffaut ne veut bien le dire, c’est sa façon d’évoquer la question de la transformation des modèles féminins et des effets que l’émancipation des femmes a sur le couple. Jean-Charles Tacchella signe avec Typhon sur Nagasaki son premier scénario. Or, on sait combien il fera scandale dans les années soixante-dix avec son film Cousin, Cousine (1975), qui propose un modèle de couple anti conventionnel. Quant à la dialoguiste de Typhon sur Nagasaki, elle n’est autre qu’Annette Wademant. Or, celle-ci avait participé au scénario de Madame de... (film), mais fut aussi la scénariste d’Édouard et Caroline et de Rue de l'Estrapade, films parmi les plus féministes de Jacques Becker.

## Diffusion du film
- En 2022, la Gaumont a édité sur DVD une copie du film

## Autres pays
- Aux États-Unis : Typhoon Over Nagasaki[8].
- Au Japon : Wasure enu bojō[8].